# I Classici del Giallo Mondadori dal 701 al 800
|  | I 100 precedenti: I Classici del Giallo Mondadori dal 601 al 700 |

## Dal N.701 al N.800
| N.     | Titolo italiano                                                                                     | Autore                  | Titolo originale                                            | Anno originale | Pubblicazione |
| ------ | --------------------------------------------------------------------------------------------------- | ----------------------- | ----------------------------------------------------------- | -------------- | ------------- |
| 701    | Il labirinto                                                                                        | Philip MacDonald        | The Maze                                                    | 1932           | 1993          |
| 702    | Hercule Poirot indaga                                                                               | Agatha Christie         | Poirot Investigates                                         | 1924           | 1993          |
| 703    | False verità                                                                                        | Julian Symons           | The Bleakheath Poisonings                                   | 1978           | 1994          |
| 704    | La traccia del serpente                                                                             | Rex Stout               | Fer-de-lance                                                | 1934           | 1994          |
| 705    | Perry Mason e il barbablù                                                                           | Erle Stanley Gardner    | The Case of the Amorous Aunt                                | 1963           | 1994          |
| 706    | Miss Marple e i tredici problemi                                                                    | Agatha Christie         | The Thirteen Problems                                       | 1932           | 1994          |
| 707    | Parenti di sangue per l'87º Distretto                                                               | Ed McBain               | Blood Relatives                                             | 1975           | 1994          |
| 708    | Il cadavere esce di scena                                                                           | Craig Rice              | The Corpse Steps Out                                        | 1940           | 1994          |
| 709    | Caccia al ladro                                                                                     | David Dodge             | To Catch a Thief                                            | 1952           | 1994          |
| 710    | Quinta colonna                                                                                      | Agatha Christie         | N or M?                                                     | 1941           | 1994          |
| 711    | H.M. e il ladro di Tangeri                                                                          | Carter Dickson          | Behind the Crimson Blind                                    | 1952           | 1994          |
| 712    | La morte di don Duan                                                                                | Ellery Queen            | The Death of Don Juan                                       | 1962           | 1994          |
| 713    | Notte ideale per un delitto                                                                         | Mignon G. Eberhart      | Nine o'Clock Tide                                           | 1978           | 1994          |
| 714    | La notte dello psico                                                                                | Fredric Brown           | Knock Three-One-Two                                         | 1959           | 1994          |
| 715    | La svista del signor Pottermack                                                                     | R. Austin Freeman       | Mr. Pottermack's Oversight                                  | 1930           | 1994          |
| 716    | Cinque piste false                                                                                  | Dorothy L. Sayers       | The Five Red Herrings                                       | 1931           | 1994          |
| 717    | Terrore sul ponte di Londra                                                                         | John Dickson Carr       | The Demoniacs                                               | 1962           | 1994          |
| 718    | Maledetto ferragosto                                                                                | Renato Olivieri         |                                                             | 1980           | 1994          |
| 719    | Un lavoro inadatto a una donna                                                                      | P.D. James              | An Unsuitable Job for a Woman                               | 1972           | 1994          |
| 720    | Le fatiche di Hercule                                                                               | Agatha Christie         | The Labours of Hercule                                      | 1947           | 1994          |
| 721    | Nero Wolfe: non ti fidare                                                                           | Rex Stout               | Murder by the Book                                          | 1951           | 1994          |
| 722    | Passi nel buio                                                                                      | Georgette Heyer         | Footsteps in the Dark                                       | 1932           | 1994          |
| 723    | 87º Distretto: finché morte non vi separi                                                           | Ed McBain               | So Long as you Both Shall Live                              | 1976           | 1994          |
| 724    | Un cadavere senza importanza                                                                        | C. Daly King            | Careless Corpse: a Thanatophony                             | 1937           | 1994          |
| 725    | Sequestro di persona                                                                                | S.S. Van Dine           | The Kidnap Murder Case                                      | 1936           | 1994          |
| 726    | Destinazione: sedia elettrica                                                                       | Jonathan Latimer        | Headed for a Hearse                                         | 1935           | 1994          |
| 727    | Bentornato, Ellery!                                                                                 | Ellery Queen            | The Player on the Other Side                                | 1963           | 1994          |
| 728    | Il giudice è accusato                                                                               | John Dickson Carr       | The Seat of the Scornful                                    | 1941           | 1994          |
| 729    | Il sangue non è acqua                                                                               | Ross Macdonald          | The Zebra-Striped Hearse                                    | 1962           | 1995          |
| 730    | I quattro cantoni                                                                                   | Rex Stout               | Prisoner's Base                                             | 1952           | 1995          |
| 731    | Terrore nell'isola                                                                                  | Hake Talbot             | The Hangman's Handyman                                      | 1942           | 1995          |
| 732    | Colpo grosso                                                                                        | Wade Miller             | Uneasy street                                               | 1948           | 1995          |
| 733    | Tragico ritorno                                                                                     | David Dodge             | The long escape                                             | 1948           | 1995          |
| 734    | Ucciderò Perry Mason                                                                                | Erle Stanley Gardner    | The case of the foot-loose doll                             | 1958           | 1995          |
| 735    | Scaglie di giustizia                                                                                | Ngaio Marsh             | Scales of justice                                           | 1955           | 1995          |
| 736    | Nero Wolfe contro l'FBI                                                                             | Rex Stout               | The doorbell rang                                           | 1965           | 1995          |
| 737    | Il mondo è in pericolo                                                                              | Agatha Christie         | They came to baghdad                                        | 1951           | 1995          |
| 738    | Morirai a mezzogiorno                                                                               | C. Daly King            | Obelists fly high                                           | 1935           | 1995          |
| 739    | Una stanza per morirci                                                                              | Ellery Queen            | A room to die in                                            | 1965           | 1995          |
| 740    | Caccia alla volpe                                                                                   | Mignon G. Eberhart      | Hunt with the hounds                                        | 1950           | 1995          |
| 741    | Troppe lettere per Grace                                                                            | Patrick Quentin         | Death and the maiden                                        | 1939           | 1995          |
| 742    | La sfinge dormiente                                                                                 | John Dickson Carr       | The sleeping sphinx                                         | 1947           | 1995          |
| 743    | Una questione di pane per l'87º Distretto                                                           | Ed McBain               | Bread                                                       | 1974           | 1995          |
| 744    | Paura di uccidere                                                                                   | Ruth Rendell            | A demon in my view                                          | 1976           | 1995          |
| 745    | L'uomo sotterraneo                                                                                  | Ross Macdonald          | The Underground Man                                         | 1971           | 1995          |
| 746    | Cercatemi domani, sarò morto                                                                        | Margaret Millar         | Ask for me tomorrow                                         | 1976           | 1995          |
| 747    | Getaway                                                                                             | Jim Thompson            | The getaway                                                 | 1959           | 1995          |
| 748    | Il monastero stregato                                                                               | Robert Van Gulik        | The haunted monastery                                       | 1961           | 1995          |
| 749    | Delitto nei Mews                                                                                    | Agatha Christie         | Murder in the mews                                          | 1937           | 1995          |
| 750    | Troppe donne                                                                                        | Rex Stout               | Too many women                                              | 1947           | 1995          |
| 751    | Vortice di paura                                                                                    | Cornell Woolrich        | Fright                                                      | 1950           | 1995          |
| 752    | L'assassino è tra noi                                                                               | Ellery Queen            | The murderer is a fox                                       | 1945           | 1995          |
| 753    | Lo spettro e il dottor Fell                                                                         | John Dickson Carr       | The house at Satan's elbow                                  | 1965           | 1995          |
| 754    | Omicidio a Capodanno                                                                                | Rufus King              | Holiday Homicide                                            | 1940           | 1995          |
| 755    | L'ultimo vero bacio                                                                                 | James Crumley           | The last good kiss                                          | 1978           | 1996          |
| 756    | Un'ombra nella nebbia                                                                               | Margery Allingham       | The Tiger in the Smoke                                      | 1952           | 1996          |
| 757    | Rompicapo in quattro giornate                                                                       | Isaac Asimov            | Murder at the aba                                           | 1976           | 1996          |
| 758    | Perry Mason e il testimone                                                                          | Erle Stanley Gardner    | The case of the long-legged models                          | 1958           | 1996          |
| 759    | L'occhio di Osiride                                                                                 | R. Austin Freeman       | The eye of osiris: a detective romance                      | 1911           | 1996          |
| 760    | Dal passato incubi per l'87°                                                                        | Ed McBain               | Long time no see                                            | 1977           | 1996          |
| 761    | Nero Wolfe e i ragni d'oro                                                                          | Rex Stout               | The golden spiders                                          | 1953           | 1996          |
| 762    | L'assassino invisibile                                                                              | Clayton Rawson          | No coffin for the corpse                                    | 1942           | 1996          |
| 763    | Delitto al museo delle cere                                                                         | Ethel Lina White        | Wax                                                         | 1935           | 1996          |
| 764    | Il volto del peccato                                                                                | Ruth Rendell            | The face of trespass                                        | 1974           | 1996          |
| 765    | La donna fantasma                                                                                   | Cornell Woolrich        | Phantom lady                                                | 1942           | 1996          |
| 766    | Un cavallo per la strega                                                                            | Agatha Christie         | The pale horse                                              | 1961           | 1996          |
| 767    | Il giudice assassinato                                                                              | Mignon G. Eberhart      | Murder in waiting                                           | 1973           | 1996          |
| 768    | Il mistero delle croci egizie                                                                       | Ellery Queen            | The egyptian cross mystery                                  | 1932           | 1996          |
| 769    | Il cappellaio matto                                                                                 | John Dickson Carr       | The mad hatter mystery                                      | 1933           | 1996          |
| 770    | La collezione                                                                                       | Patricia Wentworth      | The brading collection                                      | 1950           | 1996          |
| 771    | La torre nera                                                                                       | P.D. James              | The black tower                                             | 1975           | 1996          |
| 772    | L'assassino ha lasciato la firma                                                                    | Ed McBain               | Cop hater                                                   | 1956           | 1996          |
| 773    | La pietra maledetta                                                                                 | Cornell Woolrich        | The doom ston                                               | 1960           | 1996          |
| 774    | La sorella cattiva                                                                                  | Elizabeth Ferrars       | Skeleton staff                                              | 1969           | 1996          |
| 775    | Cani randagi                                                                                        | James Hadley Chase      | You're dead without money                                   | 1972           | 1996          |
| 776    | Non abbastanza morta                                                                                | Rex Stout               | Not quite dead enough                                       | 1942           | 1996          |
| 777    | Prima che il temporale finisca                                                                      | Patrick Quentin         | Murder at Cambridge                                         | 1933           | 1996          |
| 778    | Una lama nel cuore                                                                                  | Nicholas Blake          | A penknife in my heart                                      | 1958           | 1996          |
| 779    | L'altra donna                                                                                       | Jim Thompson            | A swell-looking babe                                        | 1954           | 1996          |
| 780    | La morte viaggia in treno                                                                           | C. Daly King            | Obelists en route                                           | 1934           | 1996          |
| 781    | Il mistero delle due cugine                                                                         | Anna Katharine Green    | The Leavenworth Case                                        | 1878           | 1996          |
| 782    | Il misterioso signor Quin                                                                           | Agatha Christie         | The mysterious Mr. Quin                                     | 1930           | 1996          |
| 783    | Bocche di fuoco                                                                                     | Ed McBain               | Guns                                                        | 1976           | 1996          |
| 784    | Dieci incredibili giorni                                                                            | Ellery Queen            | Ten days' wonder                                            | 1948           | 1997          |
| 785    | La porta della morte                                                                                | Ellis Peters            | The knocker on death's door                                 | 1970           | 1997          |
| 786    | Quel giorno nella nebbia                                                                            | Christianna Brand       | London particular                                           | 1952           | 1997          |
| 787    | I morti hanno il sonno leggero                                                                      | John Dickson Carr       | The dead sleep slightly                                     | 1943           | 1997          |
| 788    | Delitto imperiale                                                                                   | Georgette Heyer         | Envious casca                                               | 1941           | 1997          |
| 789    | L'ultimo incarico                                                                                   | Mignon G. Eberhart      | Next of kin                                                 | 1982           | 1997          |
| 790    | I sette del calvario                                                                                | Anthony Boucher         | The case of the seven of calvary                            | 1937           | 1997          |
| 791    | L'assassino abita al 21                                                                             | Stanislas-André Steeman | L'assassin habite au 21                                     | 1939           | 1997          |
| 792    | È caduta una stella                                                                                 | Josephine Tey           | A shilling for candles: the story of a crime                | 1936           | 1997          |
| 793    | Lettere al cianuro                                                                                  | Patricia Wentworth      | Poison in the pen                                           | 1955           | 1997          |
| 794    | Perry Mason e il canarino zoppo                                                                     | Erle Stanley Gardner    | The case of the lame canary                                 | 1937           | 1997          |
| 794bis | Nero Wolfe e la trilogia di Zek Abbiamo trasmesso Nient'altro che la verità Nelle migliori famiglie | Rex Stout               | And be a villain The second confession In the best families | 1948 1949 1950 | 1997          |
| 795    | Le vittime                                                                                          | Boileau-Narcejac        | Les victimes                                                | 1964           | 1997          |
| 796    | Calypso per l'87º Distretto                                                                         | Ed McBain               | Calypso                                                     | 1979           | 1997          |
| 797    | La porta stretta                                                                                    | Margaret Millar         | Beast in view                                               | 1955           | 1997          |
| 798    | Presagio di morte                                                                                   | Patrick Quentin         | The grindle nightmare                                       | 1935           | 1997          |
| 799    | Trappola per topi                                                                                   | Agatha Christie         | The mousetrap                                               | 1954           | 1997          |
| 800    | Copritele il volto                                                                                  | P.D. James              | Cover her face                                              | 1962           | 1997          |

|  | I 100 successivi: I Classici del Giallo Mondadori dal 801 al 900 |